# Horst Nitschack
Horst Nitschack (* 4. Januar 1947 in Leutershausen) ist ein deutscher Romanist.

## Leben
Er studierte Germanistik, Romanistik und Philosophie an den Universitäten München und Freiburg im Breisgau. Nach der Promotion 1975 an der Universität Freiburg im Breisgau über Ästhetik und Literaturtheorie war er von 1975 bis 1978 Assistenzprofessor an der Universität Freiburg. Von 1978 bis 1980 lehrte er als Gastprofessor an der Universität Nantes. Von 1980 bis 1984 war er Gastprofessor an der Universidade Federal do Ceará. Von 1984 bis 1987 war er Gastprofessor an der Universität zu Köln. Von 1988 bis 1993 war er Gastprofessor an der Pontificia Universidad Católica del Perú. Von 1993 bis 1995 war er Professor an der Universität Essen.

## Schriften (Auswahl)
- Kritik der ästhetischen Wirklichkeitskonstitution. Eine Untersuchung zu den ästhetischen Schriften Kants und Schillers. Frankfurt am Main 1976, ISBN 3-87877-091-X.
- als Herausgeber: Brasilien im amerikanischen Kontext. Vom Kaiserreich zur Politik: Kultur, Gesellschaft und Politik. Frankfurt am Main 2005, ISBN 3-925203-94-X.
- als Herausgeber mit Sérgio Costa und Peter Birle: Brazil and the Americas. Convergences and perspectives. Frankfurt am Main 2008, ISBN 3-86527-401-3.
- als Herausgeber mit Miguel Vatter: Hannah Arendt. Sobrevivir al totalitarismo. Santiago de Chile 2008, ISBN 978-956-00-0022-4.